# Gullmar Bergenström
Stig Gullmar Bergenström, född 3 december 1909 i Cannes, död 29 september 1999 i Genève, var en svensk jurist inriktad på internationella arbetsgivarfrågor samt direktör inom detta gebit. Han var son till kapten Ernst Bergenström, som till 1914 var gymnastikdirektör i Cannes, och Dagmar Littorin. Han är begravd i familjegrav på Stockholms norra begravningsplats.
Gullmar Bergenström blev jur. kand. 1934 och gjorde sin tingstjänstgöring till 1936. Från 1937 var han verksam inom Svenska arbetsgivarföreningen, SAF, där han så småningom blev internationell direktör.
Han var även internationell representant för arbetsgivarföreningarna i Danmark, Island, Norge, Finland och Sverige. Han var preses i de nordiska arbetsgivarföreningarnas internationella råd och vice ordförande i Internationella arbetsbyråns styrelse. Han var också kapten i Svea artilleriregementes reserv.
Gullmar Bergenström var gift tre gånger, första gången 1934–1942 med kokboksförfattaren Pernilla Tunberger, andra gången 1945–1957 med Ruth Merit Örtengren och tredje gången 1958 med Hélène Renfer (född 1932). Bland de åtta barnen märks matskribenten Anna Bergenström i första äktenskapet. Han var även morfar till manusförfattaren Pernilla Oljelund.